# Cläre Greverus Mjøen

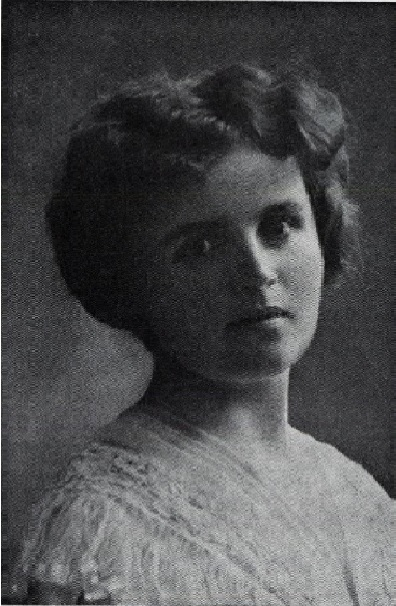
Cläre Greverus Mjøen (1907)

Cläre Greverus Mjøen (* 1874 in Magdeburg als Cläre Greverus Berndt; † 1963) war eine deutsch-norwegische Übersetzerin.

## Leben
Cläre Greverus Mjøen heiratete 1896 den norwegischen Chemiker und Rassenbiologen Jon Alfred Mjøen und zog mit ihm in die norwegische Hauptstadt Kristiania. Aus der Ehe gingen sechs Kinder hervor, darunter der Schauspieler Fridtjof Mjøen. Cläre Greverus Mjøen wurde bekannt als literarische Übersetzerin; sie übersetzte Belletristik aus dem Norwegischen ins Deutsche, u. a. Werke von Bjørnstjerne Bjørnson, Knut Hamsun und Barbra Ring. 

## Übersetzungen
- Andreas Aubert: Die malerische Dekoration der San-Francesco-Kirche in Assisi, Leipzig 1907
- Bjørnstjerne Bjørnson: Auf Gottes Wegen, München 1903
- Bjørnstjerne Bjørnson: Darnley, München 1901
- Bjørnstjerne Bjørnson: Ein Fallissement, München 1903
- Bjørnstjerne Bjørnson: Flaggen über Stadt und Hafen, München 1904
- Bjørnstjerne Bjørnson: Leonarda, München 1901
- Bjørnstjerne Bjørnson: Mary, München 1907
- Bjørnstjerne Bjørnson: Der Redakteur, München 1906
- Bjørnstjerne Bjørnson: Sigurd Jorsalfar, München 1901
- Bjørnstjerne Bjørnson: Sigurd Slembe, München 1903
- Bjørnstjerne Bjørnson: Zwischen den Schlachten, München 1906
- Johan Bojer: Unser Reich, Berlin 1910
- Sigurd Christiansen: Zwei Lebende und ein Toter, München 1932
- Christen Christian Dreyer Collin: Björnsons "Über unsere Kraft" und die griechische Tragödie, München 1902
- Christen Christian Dreyer Collin: Björnstjerne Björnson, München
  - 1. 1832 – 1856, 1903
- Knut Hamsun: Im Märchenland, München 1903
- Gunnar Larsen: Im Sommer, München 1933
- Barbra Ring: Anne Karine Corvin, München 1911
- Barbra Ring: Klein Mette, München 1931
- Barbra Ring: Petra, Hamburg 1929
- Barbra Ring: Der Weg ins Dunkle, Salzburg [u. a.] 1939
- Barbra Ring: Zwei Jahre später, München 1912
- Johan Frederik Vinsnes: Der Rechtsanwalt, Berlin 1914